# Debbie Wasserman Schultz
Debbie Wasserman Schultz (Forest Hills, 27 de septiembre de 1966) es una política estadounidense. Es la representante de Estados Unidos en el 23.º distrito congresional de Florida desde 2005. Fue presidenta del Comité Nacional Demócrata, líder del Partido Demócrata desde 2011 hasta su renuncia en 2016. De 1993 a 2004, trabajó en la Cámara de Representantes y en el Senado de Florida.
Su distrito cubre partes de los condados de Broward y Miami-Dade. Su distrito incluye las ciudades de Fort Lauderdale y Miami Beach.

## Primeros años, educación y carrera profesional
Deborah Wasserman nació en Forest Hills, Queens, Nueva York. Creció en Long Island. Recibió una Licenciatura en Artes en 1988 y una Maestría en Artes con certificado en campañas políticas en 1990, ambas en Ciencias Políticas, de la Universidad de Florida, en Gainesville.
En la Universidad de Florida, Schultz estaba en el gobierno estudiantil. Fue presidenta del Senado Estudiantil así como fundadora y Presidenta del Gobierno del Consejo del Área de Rawlings. También fue miembro de la sociedad de honor Omicron Delta Kappa, de la sección James C. Grimm de la National Residence Hall Honorary y del sindicato Graduate Assistants United. Se desempeñó como Presidenta del Consejo Estudiantil de Postgrado. Dijo que la política estudiantil desarrolló su «amor por la política y el proceso político».

## Cámara de Representantes de Florida
En 1988 Schultz se convirtió en ayudante de Peter Deutsch al principio de su carrera legislativa estatal. En 1992, Deutsch ganó las elecciones a la Cámara de Representantes de los Estados Unidos, lo que hizo que su post vancant Florida. Schultz recordó haber recibido una llamada de Deutsch en ese momento: "Fue realmente increíble. Me llamó a casa un día en medio de la sesión legislativa y me dijo:«Podrías presentarte para mi antiguo puesto, vives en mi distrito»". Pese a que vivía en el distrito desde hacía solo tres años, Schultz ganó el 53 por ciento de los votos en una primaria demócrata de seis vías y evitó una segunda vuelta. Después ganó las elecciones generales y sucedió a Deutsch en la Cámara de Representantes de Florida. A la edad de 26 años, se convirtió en la legisladora más joven en la historia de Florida.
Trabajó en la Cámara de Representantes del Estado de Florida durante ocho años. Los límites de la legislatura estatal exigían que Schultz abandonara la Cámara. Además de su trabajo como legisladora estatal, se convirtió en instructora adjunta de ciencias políticas en el Broward Community College. También trabajó como especialista en currículo de políticas públicas en Nova Southeastern University. Fue elegida en el Senado del Estado de Florida en 2000. Se la consideraba uno de los miembros más liberales de la legislatura estatal de Florida. Apoya la legislación que exige la paridad de género en la limpieza en seco. Apoya los proyectos de ley que exigen que se designe a un número igual de hombres y mujeres para las juntas estatales. Ella impulsó varios proyectos de ley, incluyendo la Ley de Seguridad de Piscinas Residenciales de la Florida y la creación de un Consejo de Servicios Infantiles para el Condado de Broward. El club de manatíes Save The Manatee Club le dio a Schultz un premio por su trabajo en el senado estatal para proteger a los manatíes.

## Cámara de Representantes de los Estados Unidos

### Funciones de los comités
Integra los siguientes comités:
- Comisión de Presupuestos
- Comité de la Judicatura
- Subcomité de Propiedad Intelectual, Competencia e Internet
- Subcomité de Crimen, Terrorismo y Seguridad Nacional

### La dirección del partido
Es la jefa adjunta de los Demócratas de la Cámara de Representantes. Schultz es miembro de la coalición Nuevos demócratas.
Schultz fue nombrada miembro del Comité Democrático de Dirección y Política en su primer mandato en el Congreso. Durante las elecciones de 2006, recaudó más de diecisiete millones de dólares en contribuciones de campaña para sus colegas demócratas. Los únicos dos congresistas que recaudaron más dinero ese año fueron Nancy Pelosi y Rahm Emanuel. Los demócratas de la Cámara de Representantes la eligieron como Jefe de la Fusta Adjunta. La nombraron miembro del Comité de Asignaciones. (Este fue un muy buen trabajo para una congresista con sólo dos años de experiencia).
Es miembro del Grupo de Trabajo "30 Algo" de la Líder de la Minoría Nancy Pelosi, que consiste en demócratas del Congreso menores de 40 años. El grupo se concentra en temas que afectan a los jóvenes, incluyendo la Seguridad Social. También se ha unido al grupo bipartidista del Congreso para la Democracia en Cuba. Según el ranking de Poder de Congress.org 2008, fue la vigésimo cuarta miembro más poderoso de la Cámara y la vigésima segunda representante demócrata más poderosa (también la representante más poderosa de Florida).

## Presidente del Comité Nacional Demócrata
En abril de 2011, Tim Kaine renunció como Presidente del Comité Nacional Demócrata (DNC) para postularse para el Senado de los Estados Unidos. El 5 de abril de 2011, el presidente Barack Obama eligió a Schultz para suceder a Kaine como el 52.º presidente del DNC. Entre la renuncia de Kaine y la próxima reunión del DNC, la actual vicepresidenta del DNC, Donna Brazile, se desempeñó como presidenta interina del Comité Nacional Demócrata. El 4 de mayo de 2011, el DNC se reunió y eligió a Schultz como su presidente. Schultz se convirtió en la tercera mujer jefa del DNC en la historia y la primera en más de 15 años.

### Escándalo de Wikileaks y dimisión
El 24 de julio de 2016, se anunció que renunciaría a su puesto como presidenta del Comité Nacional Demócrata después de la Convención Nacional Demócrata de 2016. Los correos electrónicos filtrados por WikiLeaks mostraron a Schultz y otros miembros del personal del DNC burlándose e intentando sabotear la campaña presidencial del senador Bernie Sanders a favor de la campaña de Clinton.
La campaña de Clinton anunció el mismo día que Wasserman Schultz actuaría como presidente honorario de un esfuerzo para elegir demócratas en todo Estados Unidos en las elecciones presidenciales de 2016.

## Vida personal
Schultz vive actualmente en Weston, en las afueras de Fort Lauderdale. Tiene tres hijos y está casada con Steve Schultz. Es miembro activo del Consejo Nacional Judío Democrático, Planned Parenthood y Hadassah.
En marzo de 2009, dijo que se sometió a siete cirugías relacionadas con el cáncer de mama en 2008, sin dejar de ser miembro de la Cámara. Ese año, promovió los esfuerzos para la detección temprana del cáncer de mama.

### Premios
- Premio Jirafa, Women's Advocacy Majority Minority (WAMM), 1993
- Premio a la Mejor Abogacía Familiar, Dade County Psychol. Asistente, 1993
- Premio Rosemary Barkett, Academia de Abogados Litigantes de la Florida, 1995
- Mujer del Año, AMIT, 1994
- Legislador Sobresaliente del año, Florida Federation of Business & Professional Women, 1994
- Liga de Ciudades de Florida, 1994
- Mujer de Visión, Instituto Weizmann de Ciencia
- Una de las seis mujeres más imparables, South Florida Magazine, 1994.[12]